# 泗水郑和清真寺
泗水郑和清真寺是印度尼西亚泗水市的一座清真寺。该清真寺是印尼第一座以郑和的名字命名的清真寺，也号称是世界上首座以中国人姓名命名的清真寺。工程项目由印尼中华伊斯兰教联合会发起，印尼哈夷郑和基金会（Yayasan Haji Muhammad Cheng Ho Indonesia）出资，于2001年10月15日举行了奠基仪式，该日也是夜行登霄之日。2002年3月10日动工，2002年10月13日举行开幕典礼。
匾额“郑和清真寺”五个金字，由前中华人民共和国驻印度尼西亚大使卢树民书写。建筑风格将中国元素和印尼元素相结合，以绿、红和黄为主色，既有中国古代建筑的风格，又吸收了基督教和佛教的一些典型图案，体现了多元宗教相互交流和共同发展的信念。
该清真寺内设有幼儿园、运动场、体育馆、华文实习班和图书馆等，还有一间为穷人免费治疗的针灸保健室。